# Miłość (album Otsochodzi)
Miłość – trzeci album studyjny polskiego rapera Otsochodzi wydany 1 lutego 2019 roku nakładem wytwórni muzycznej Asfalt Records.

## Lista utworów
Źródło:
1. „Ruchy”
2. „Dla mnie”
3. „Za co?!” (gościnnie: Young Igi)
4. „Worldwide”
5. „Mini-show” (gościnnie: Włodi)
6. „Tydzień”
7. „Nagrania (00:37)” (gościnnie: Rosalie)
8. „Wizje (Skit)”
9. „Euforia”
10. „Produkt”
11. „OMG”
12. „Sezon” (gościnnie: Ten Typ Mes, Schafter)
13. „Kręcę*”
14. „Nigdy już nie będzie jak kiedyś”
15. „Dzięki” (gościnnie: Szopeen)